# Emilia (region)

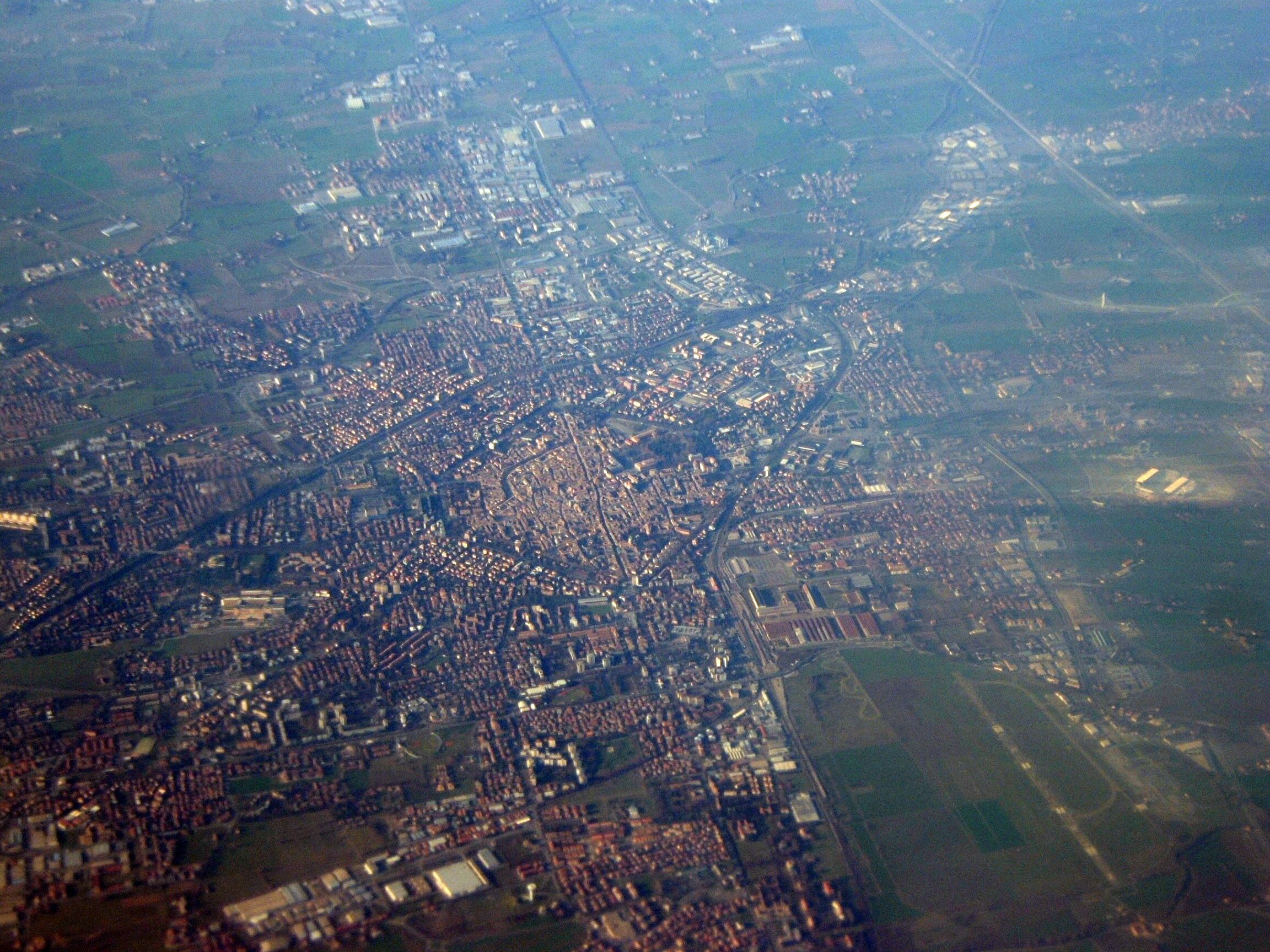
Letecký pohled na Reggio nell'Emilia, Itálie

Emilia je historické území v severní Itálii. Tvoří převážně severozápadní polovinu současného regionu Emilia-Romagna, přičemž tvoří první část jeho názvu. Název je odvozen od římské cesty Via Aemilia resp. římského konzula Marka Emilia Lepida. Její východní hranici tvoří řeky Sillaro a Reno, které ji oddělují od Romagny. Na severu tvoří řeka Pád hranici s Benátskem a Lombardií. Na západě a jihu ji Apeniny oddělují od Ligurie a Toskánska.

## Administrativní dělení
Administrativně Emilia zasahuje do provincií Piacenza, Parma, Reggio Emilia, Modena, Ferrara a částečně Bologna (kromě obcí Imola, Dozza a údolí Santerno).

## Historie
Na přelomu 18. a 19. století na území regionu existoval loutkový stát revoluční Francie zvaný Cispadánská republika.